# Талканка
Талканка — деревня, находящееся в Бардымском районе Пермского края на реке Ашап. Входит в состав Новоашапского сельского поселения.
По результатам переписи 2010 года численность населения составила 22 человека, в том числе 9 мужчин и 13 женщин.
В 2005 году численность населения составляла 24 человека.
Находится примерно в 35 км к югу от центра села Барда.